# Ядлівчак палауський
Ядлівча́к палауський (Pachycephala tenebrosa) — вид горобцеподібних птахів родини свистунових (Pachycephalidae). Ендемік Палау.

## Таксономія
Палауського ядлівчака раніше відносли до роду Ядлівчак (Colluricincla), однак в 2013 році він був переведений до роду Свистун (Pachycephala). Деякі дослідники відносять його до роду Пітогу (Pitohui) або виділяють в монотиповий рід Malacolestes.

## Поширення і екологія
Палауські ядлівчаки мешкають на островах Бабелдаоб, Корор, Гаракайо, Пелеліу і Нґабад. Вони живуть в густих незайманих тропічних лісах. Віддають перевагу невеликим острівцям.

## Поведінка
Палауські ядлівчаки харчуються здебільшого комахами, а також равликами, ягодами, плодами і насінням. Шукають здобич на землі.